# Culture de l'Espagne

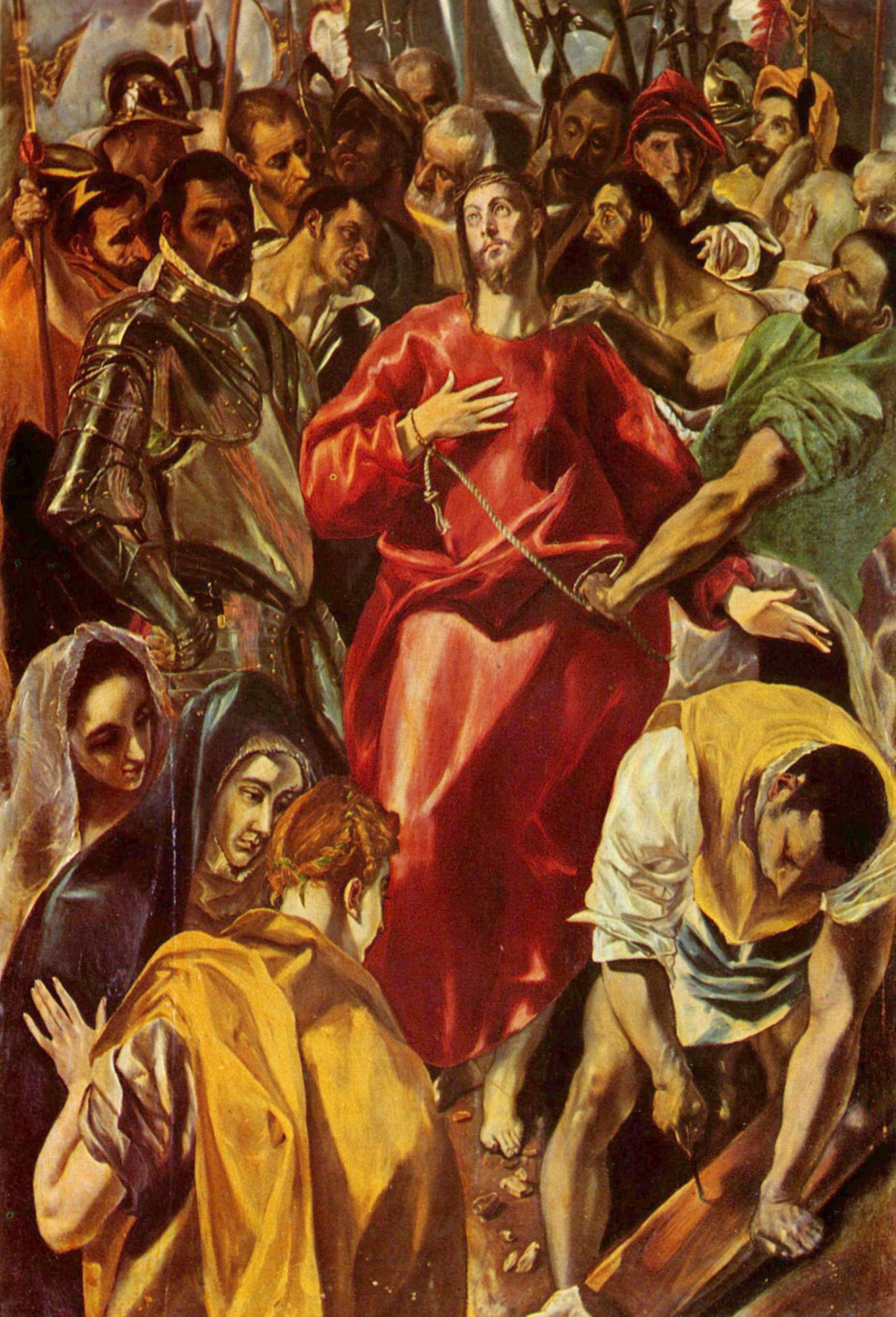
Œuvre de Le Greco.

La culture de l'Espagne, pays de l'Europe du Sud, désigne d'abord les pratiques culturelles observables de ses habitants (47 000 000, estimation 2017).
La culture de l'Espagne s'est construite à travers les différents peuples qui ont occupé la péninsule Ibérique au cours de l'histoire : Ibères, Celtes, Basques, Phéniciens, Romains, Suèves, Wisigoths, Roms, Maures et Juifs.
Bien qu'il y ait un patrimoine culturel commun à toute l'Espagne, la singularité prononcée de ses régions a donné lieu à de nombreuses manifestations culturelles régionales. Ces manifestations concernent tous les domaines : l'art, les traditions, la littérature, les langues et dialectes, la musique, la gastronomie, etc.

## Langues, peuples, cultures

### Langues
- Langues en Espagne, Langues d'Espagne
- Espagnol

La langue officielle de l'Espagne est l'espagnol ou castillan mais d'autres langues coexistent avec des statuts différents. Le castillan est la langue parlée par la majorité des Espagnols, bien qu'elle ne soit pas pour tous la langue maternelle. En effet, il existe d'autres langues régionales importantes : principalement le catalan, parlé aux îles Baléares, en Catalogne, dans la région de Carche (en Murcie) et dans la partie orientale de l'Aragon. Le valencien parlé dans la communauté valencienne. Le galicien est parlé en Galice, dans la partie occidentale de la région de León et du Bierzo, ainsi qu'une petite partie de Sanabria (à Zamora). Le basque est parlé au Pays basque et dans la moitié nord de Navarre (ainsi qu'au sud-ouest de la France, dans les Pyrénées-Atlantiques).
À l'exception du basque, les langues autochtones d'Espagne sont dérivées des langues romanes, issues par conséquent du latin vulgaire introduit par les colons romains :
- le castillan ou espagnol ;
- le catalan, avec ses variantes comme le valencien et le baléare ;
- le galicien ;
- l'aranais (variante de l'occitan gascon) ;
- l'astur-leonais ou bable (non officiel) ;
- l'aragonais (non officiel).

Depuis la transition démocratique, les gouvernements régionaux ont affiché un intérêt, très variable, pour la défense et la promotion des langues différentes du castillan (qui est langue officielle de l'État).
D'autres langues sont menacées d'extinction, car le nombre de locuteurs diminue considérablement. L'aragonais en est un exemple.

### Populations
- Groupes ethniques en Espagne
- Diaspora espagnole (rubriques)
- Hispanité

## Traditions

### Religion(s)
Le catholicisme est la principale religion en Espagne puisqu'environ 70 % de la population s'en réclame. La présence des autres religions représente moins de 3 % de la population. Enfin, 25 % de la population s'affirme athée ou sans religion. L'irréligion en Espagne (ou athéisme en Espagne) est un phénomène qui existe depuis au moins le XVIIe siècle.
L'athéisme, l'agnosticisme et le déisme ont acquis une certaine popularité (bien que la majorité de la société soit encore très religieuse) au tournant du XXe siècle, souvent associés à l'anticléricalisme et aux mouvements progressistes, républicains, anarchistes ou socialistes. Au cours de la deuxième République espagnole (1931–1936), l'Espagne devint un État laïc, imposant des limites à l'activité de l'Église catholique et expulsant l'Église de l'éducation. Pendant la guerre civile espagnole, les personnes irréligieuses furent réprimées par le franquisme, tandis que la pratique religieuse se trouva réprimée parmi les républicains. Pendant la période franquiste (1939–1975), l'irréligion n'était pas tolérée, suivant l'idéologie national-catholique du régime ; les citoyens espagnols devaient être catholiques par force de loi, bien que cela ait changé après le concile Vatican II. Les personnes non religieuses ne pouvaient alors pas être fonctionnaires ni exprimer leurs pensées ouvertement.
Après la transition démocratique espagnole (1975-1982), les restrictions légales envers l'irréligion furent levées pour la plupart. Au cours des dernières décennies, la pratique religieuse chuta de façon spectaculaire et l'athéisme et l'agnosticisme ont largement gagné en popularité.
- Religion en Espagne, Religion en Espagne (rubriques)
- Christianisme en Espagne, Christianisme en Espagne (rubriques)
  - Catholicisme en Espagne
    - Anti-catholicisme en Espagne

  - Protestantisme en Espagne (en)
  - Orthodoxie en Espagne
- Spiritualités minoritaires
  - Judaïsme, Histoire des Juifs en Espagne, Antisémitisme en Espagne
  - Islam en Espagne (rubriques)
  - Hindouisme en Espagne (en)
  - Bouddhisme en Espagne (rubriques)
  - Foi Baha'ie en Espagne (en)
  - Wicca, Communauté odiniste d'Espagne - Ásatrú
  - Athéisme en Espagne
- Musées religieux en Espagne

### Symboles
- Armoiries de l'Espagne, Drapeau de l'Espagne
- Marcha Real, hymne national de l'Espagne au moins depuis 1761
- Allégorie d'Hispania, Figure allégorique nationale
- Symboles par communauté autonome d'Espagne, Hymnes des régions d'Espagne
- Héraldique espagnole (rubriques)
- Zamarra (vêtement)

### Folklore et mythologie
- Mythologie espagnole (en)
- Catégorie:Mythologie catalane
- Catégorie:Mythologie basque
- mythologie cantabre
- Mythologie galicienne
- Légendes espagnoles
- Folklore espagnol (rubriques)

### Fêtes
- Fêtes et jours fériés en Espagne
- Fêtes en Espagne, Épiphanie

Plusieurs fêtes et célébrations ont pour origine la tradition religieuse. Historiquement la religion catholique a été majoritaire. Son influence s'est traduite par une multitude de commémorations religieuses tout au long de l'année. D'autres célébrations ont une origine historique. Légendes, batailles, etc. sont aujourd'hui rappelés par des manifestations populaires.
- Fête de la Saint-Jean
- El Rocío
- Carnaval, Carnaval en Espagne (rubriques)
- Fêtes de San Fermín
- Tomatina
- Moros y Cristianos
- Tauromachie
- Falles
- Bataille des vins
- Dos de mayo
- Noël en Espagne

## Société
- Espagnols
- Groupes ethniques d'Espagne, Juifs, Morisques, Gitans
- Diaspora espagnole (rubriques)
- Immigration en Espagne
- Expatriation en Espagne
- Franc-maçonnerie en Espagne
- Listes de personnalités espagnoles
- Liste d'Espagnols (en)

### Régionalisme
- Régionalisme et nationalisme en Espagne, Ibérisme
- Communautés autonomes d'Espagne
- Administration territoriale de l'Espagne

- Société espagnole par communauté autonome : Léon, Catalogne, Baléares, Canaries…

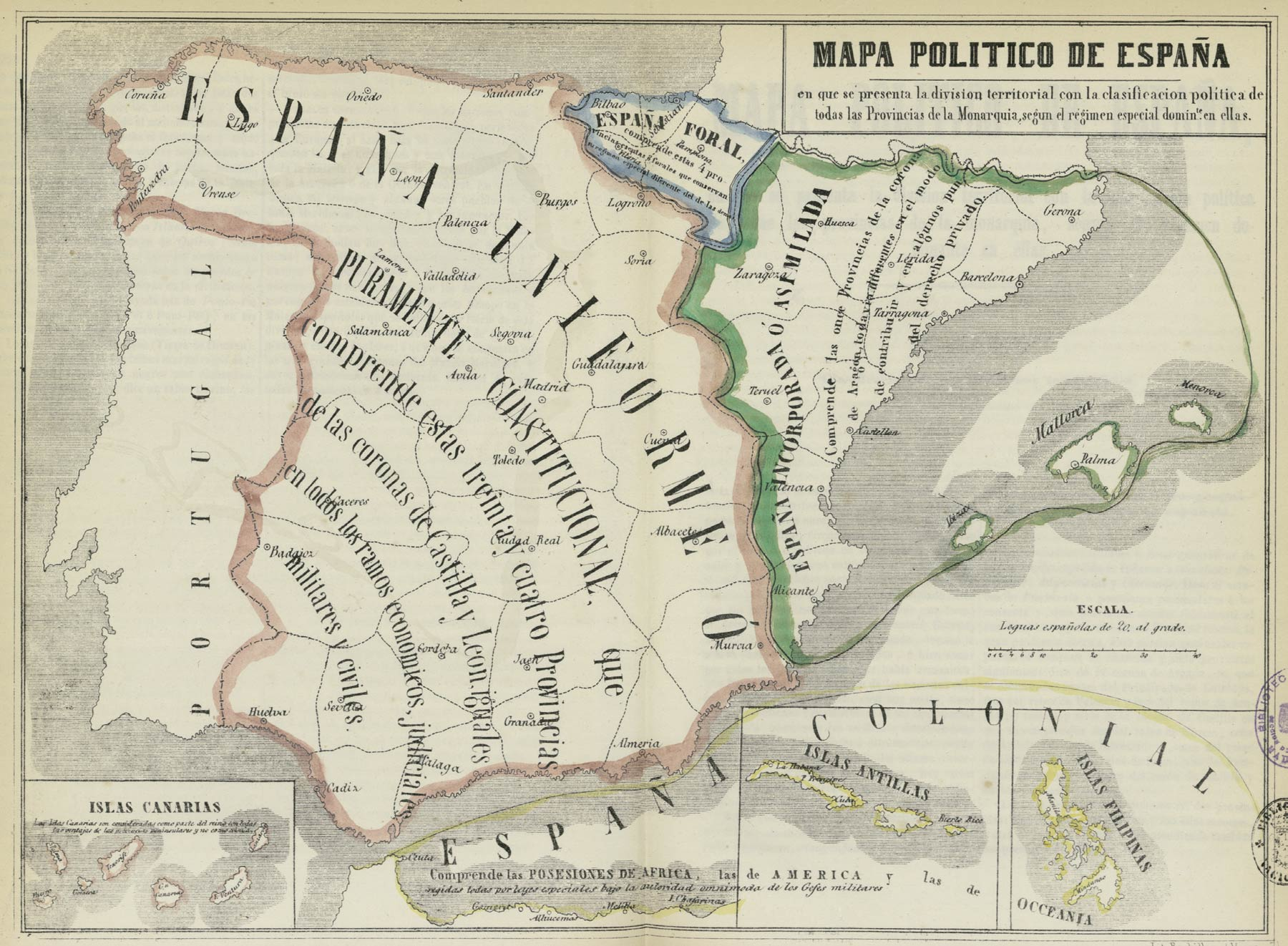
Division politique en 1854, après la 1re guerre Carliste.

Il existe un fort sentiment d'identité territoriale dans de nombreuses régions, non seulement en Catalogne, au Pays basque et en Galice, mais également en Navarre et dans les îles Baléares. Ce sont les communautés qui ont historiquement le plus préservé leur identité politique et culturelle. Dans une moindre mesure, d'autres régions comme l'Andalousie, les Asturies et les îles Canaries et le Pays léonais ont également développé un sentiment régionaliste.
La pluralité des cultures est présente dans d'autres régions du pays avec des manifestations qui leur sont propres, et qui ne s’éloignent pas d’une tendance générale qui les considère comme des cas particuliers : la Cantabrie, La Rioja, le Pays valencien, l'Aragon et l'Estrémadure.
L'Espagne a toujours connu une tension entre le centralisme et le régionalisme. Actuellement, l’organisation politico-administrative en communautés autonomes, depuis la Constitution espagnole de 1978, illustre un consensus pour préserver l’unité du pays.

### Éducation
- Éducation en Espagne, Éducation en Espagne (rubriques)
- Liste des universités en Espagne
- Alliance française en Espagne
- Science et technologie en Espagne, Catégorie:Science en Espagne

### État
- Histoire de l'Espagne
  - Transition démocratique espagnole (1973-1982)
  - Loi sur la mémoire historique (2007)
- Terrorisme en Espagne
  - Far-right terrorism in Spain (en)
- Politique en Espagne
- Liste des guerres de l'Espagne
- List of massacres in Spain (en)

### Stéréotypes
- Espagnolade

## Arts de la table

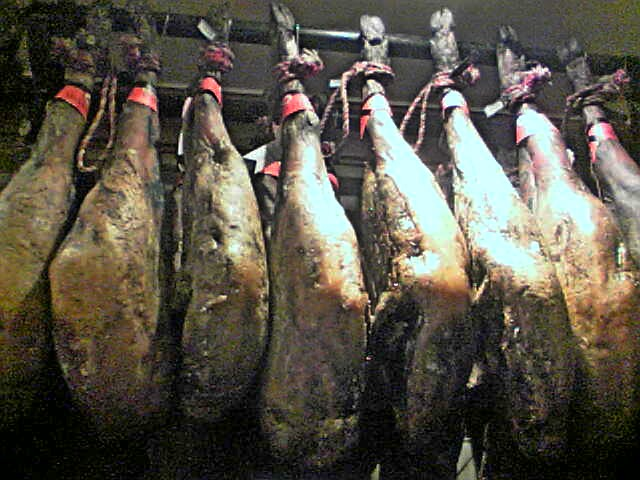
Jambons ibériques

La gastronomie ou la cuisine espagnole, ce sont les plats, les ingrédients, les techniques et toute la tradition culinaire qui se pratique dans le pays. La cuisine d'origine qui oscille entre style rural et côtier, représente une diversité héritée de nombreuses cultures. Elle est fortement influencée tout au long de son histoire par les peuples qui conquièrent son territoire, ainsi que les peuples qu'elle conquit.
La géographie, la culture et le climat ont créé une cuisine très variée en recettes et styles culinaires. Les différentes civilisations qui sont passées par la péninsule ont laissé leurs empreintes. Une grande partie de cette influence se doit à la cuisine italienne (aux XVe et XVIe siècles, avec les grands navigateurs) et aux traditions juives et morisques.

### Cuisine(s)
- Liste de plats espagnols (en)
- Fromages espagnols
- Desserts espagnols
- Régime méditerranéen, Cuisines méditerranéennes
- Gastronomie espagnole par communauté autonome
- Tapas
- Cuisiniers espagnols

Quelques plats typiques et populaires en Espagne :
- Amandigas
- Botillo
- Caillé
- Caldéro
- Chorizo
- Churros
- Cidre
- Cocido
- Escudella
- Fabada asturiana
- Fromages
- Gaspacho
- Horchata de chufa
- Jambon
- Marmitako
- Morcilla
- Migas
- Pa amb tomàquet
- Paella
- Porrusalda
- Riz au lait
- Salmorejo
- Sangria
- Tapas
- Tortilla espagnole
- Vins.

- Cuisine basque
- Cuisine espagnole
- Gastronomie des provinces d'Espagne (es)

### Boisson(s)
- Boissons en Espagne
- Viticulture en Espagne, Vignobles espagnols, Vin espagnol
- Bières espagnoles
- Cava (mousseux), Cidre

### Sports
- Sport en Espagne, Sport en Espagne (rubriques)
- Sportifs espagnols, Sportives espagnoles
- Espagne aux Jeux olympiques
- Espagne aux Jeux paralympiques
- Handisport en Espagne

#### Jeux populaires
- Corrida
- Pétanque

## Média
- Télécommunications en Espagne (en)

### Presse écrite
- Liste de journaux en Espagne

### Radio
- Liste des stations de radio en Espagne

### Télévision
- Télévision en Espagne

### Internet (.es)
- Internet en Espagne (en)
- Presse en ligne[1],[2],[3]
- Sites web espagnols
- Blogueurs espagnols, voir la catégorie Blogueros de España

## Littérature
- Littérature espagnole

## Arts visuels

### Peinture

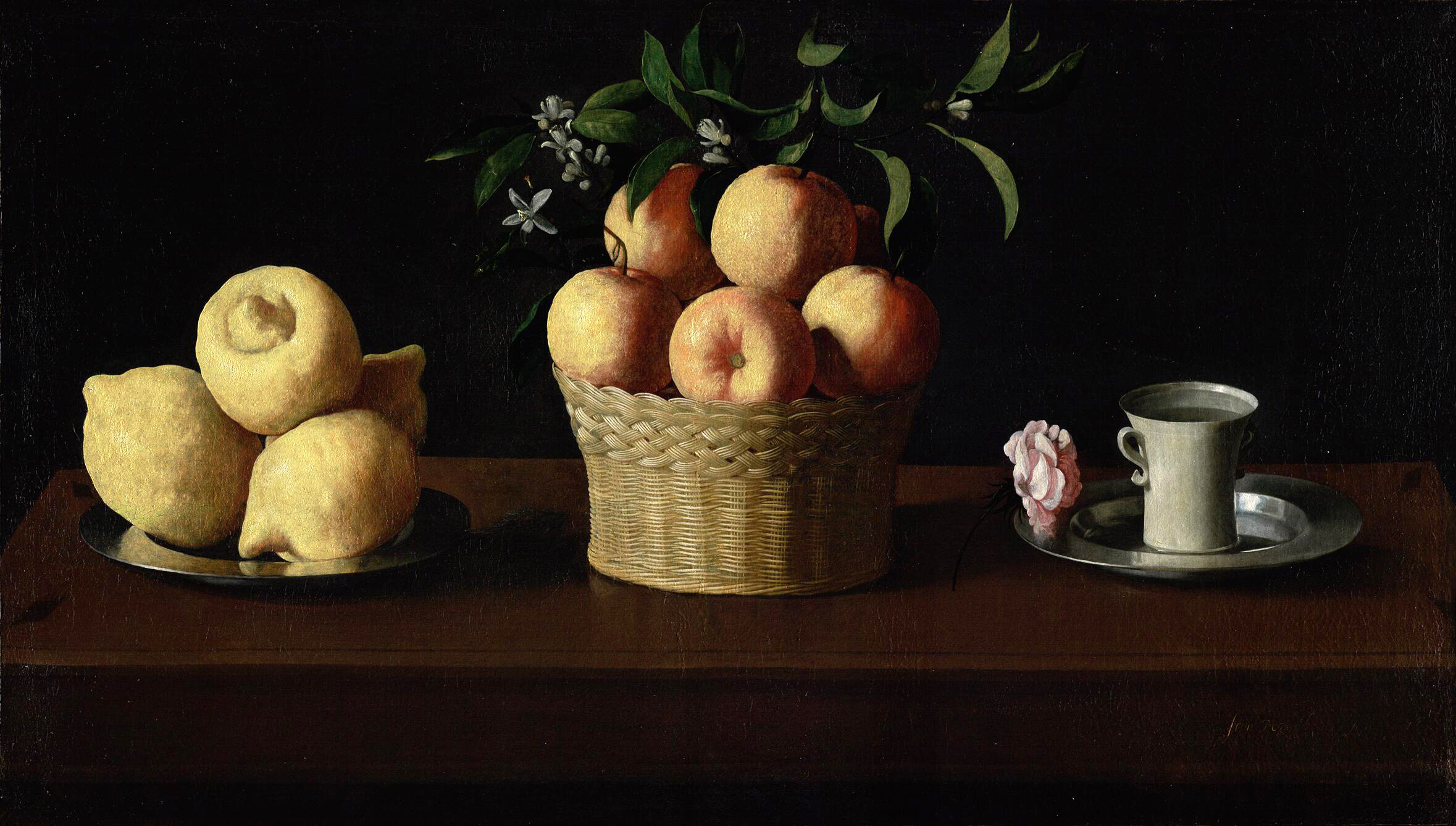
Plato con limones, cesta con naranjas y taza con una rosa, de Zurbarán.

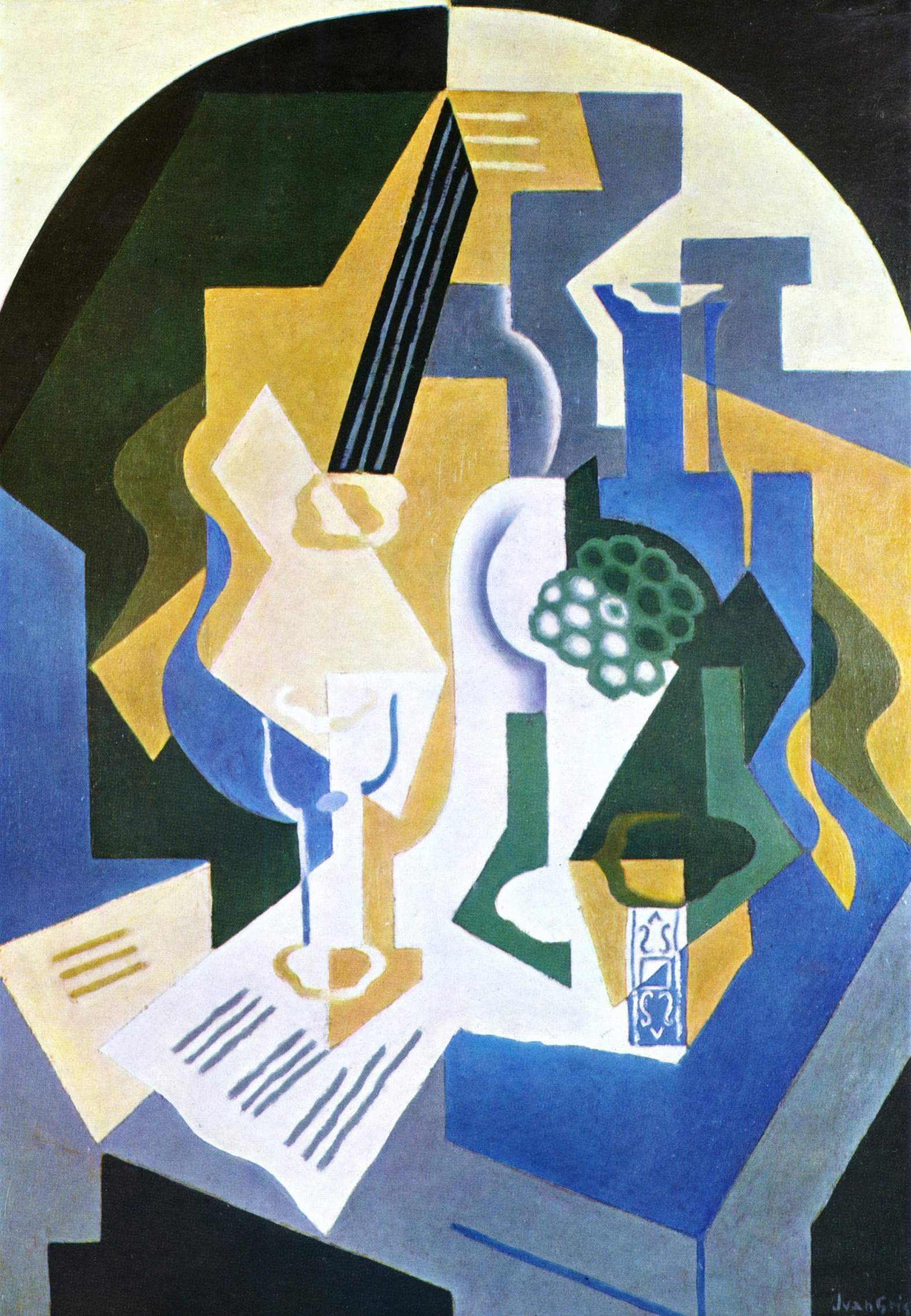
Peinture de Juan Gris.

#### Artistes classiques
- Pedro Berruguete
- Alonso Cano
- Claudio Coello
- José Donoso Jiménez
- Gregorio Fernández
- Juan de Flandes
- Le Greco
- Francisco Goya
- Juan van der Hamen y León
- Bartolomé Esteban Murillo
- Juan Martínez Montañés
- José de Ribera
- Diego Velázquez
- Ignacio Zuloaga
- Francisco de Zurbarán

#### Artistes modernes et contemporains
- Miquel Barceló
- Ramon Casas
- Eduardo Chillida
- Salvador Dalí
- Juan Gris
- Montserrat Gudiol
- Joan Miró
- Isidre Nonell
- Pablo Picasso
- Santiago Rusiñol
- Antonio Saura
- Josep Maria Subirachs
- Antoni Tàpies
- Remedios Varo
- Guillermo Pérez Villalta
- Fernando Zóbel
- Antoni Gaudí

### Sculpture
- Sculpture en Espagne
- Sculpteurs espagnols

### Architecture
- Architecture en Espagne
- Architecture en Espagne (rubriques)
- Architectes espagnols
- Jardin espagnol
- Urbanisme en Espagne (rubriques)
- Bâtiments en Espagne

La période préhistorique voit s'élever les mégalithes et se développer les architectures celtique et ibérique. Pendant la période romaine, on assiste à la fois au développement urbain (Emerita Augusta, sur le site de Mérida) et à celui des infrastructures (aqueduc de Ségovie). Par la suite, l'architecture d'Al-Andalus s'illustre par la grande mosquée de Cordoue (califat de Cordoue), l'Aljafería de Saragosse (taïfas), la Giralda de Séville (Almoravides et Almohades) ainsi que l'Alhambra de Grenade et le Généralife (Royaume de Grenade des Nasrides).
Les principaux types architecturaux islamiques sont ceux des mosquées, des tombes, des palais et des forteresses. De ces quatre types, le vocabulaire de l'architecture islamique est dérivé et utilisé pour les bâtiments de moindre importance tels que les bains publics, les fontaines et l'architecture domestique.
l'art islamique interdit la peinture des personnes ou des chiffres mais des dessins et des motifs floraux couvrent les murs des bâtiments importants.

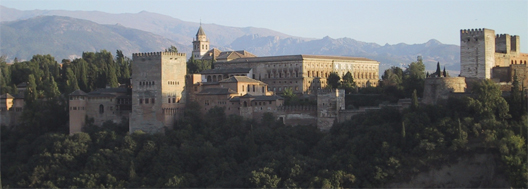
L'Alhambra, vue partielle depuis le Mirador de San Nicolas, en haut du quartier de l'Albaicín.

Plusieurs courants apparaissent également : le style mudéjar (l'Alcázar de Séville), la période romane (la cathédrale de Saint-Jacques-de-Compostelle), la période gothique (les cathédrales de Burgos, de León et de Tolède, la Renaissance (le palais de Charles Quint à Grenade), la période baroque (la cathédrale de Grenade), l'architecture coloniale espagnole, et l'architecture néo-classique (Musée du Prado) sont les plus importantes. Le XIXe siècle se caractérise par l'éclectisme et le régionalisme, le style néo-mudéjar, et la fleur de l'architecture de verre. Le XXe siècle est celui du modernisme catalan (la Sagrada Familia de Gaudí), de l'architecture moderniste, et de l'architecture contemporaine.
Architecture romaine
- Aqueduc de Ségovie
- Théâtre de Mérida

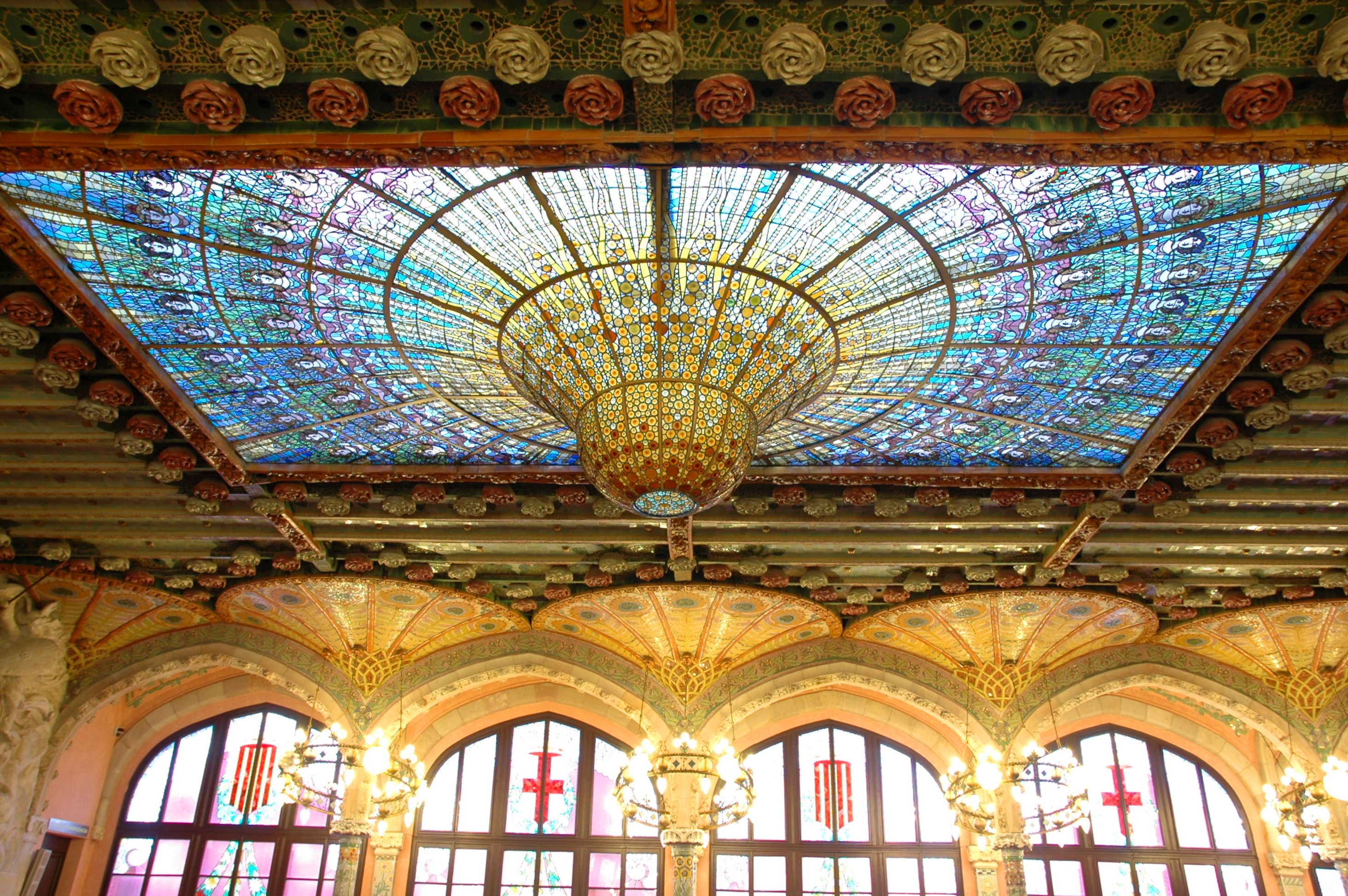
Palau de la Música Catalana

- List of Roman sites in Spain (en)

Églises
- Grande Mosquée de Cordoue
- Cathédrale de Saint-Jacques-de-Compostelle
- Basilique Saint-Isidore de León
- Cathédrale de Tolède
- Cathédrale de Séville et Giralda
- Sagrada Família (Barcelone)

Châteaux et palais
- Château de Loarre
- Alhambra de Grenade
- Aljafería (Saragosse)
- Alcázar de Séville
- Site royal de Saint-Laurent-de-l'Escurial
- Palais royal de Madrid

Architecture contemporaine
- Musée Guggenheim (Bilbao)
- Cité des arts et des sciences (Valence)

### Photographie
- Photographie en Espagne
- Photographes espagnols

### Graphisme
- Graphistes espagnols

## Arts du spectacle
- Spectacle vivant, Performance, Art sonore

### Musique(s)

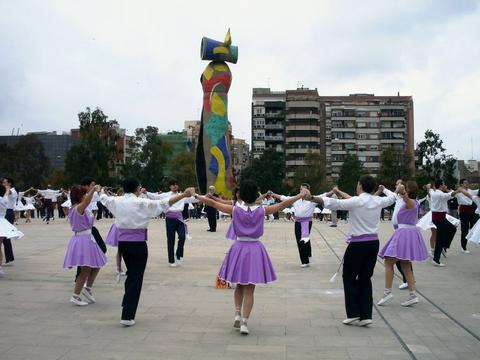
Sardane à Barcelone

La tradition culturelle variée de l'Espagne a également historiquement utilisé la musique comme véhicule d'expression. La musique de culture espagnole a donné à l'histoire musicale de l'Occident plusieurs de ses meilleurs chapitres, depuis les vieux chants grégoriens et les motets et madrigaux de la Renaissance, jusqu'à l'œuvre de figures telles que Falla, Albéniz ou Granados.
De même, le folklore riche et varié du pays se reflète également dans la musique populaire créative. La musique traditionnelle espagnole est aussi variée que ses communautés. Néanmoins, une série de rythmes s'est étendue dans toute la péninsule qui, avec le temps, ont créé des variantes dans chaque région. C'est le cas de la jota, une musique et une danse pratiquées dans plusieurs régions du pays.
Déjà installés dans la modernité, les musiciens espagnols sont entrés avec intérêt dans les courants musicaux d'aujourd'hui. Une bonne preuve de cette dévotion musicale sont les festivals de toutes sortes qui voyagent d'un bout à l'autre du pays.
.
- Musique espagnole, classique, traditionnelle, actuelle, Musique espagnole (rubriques)
- Musiciens espagnols, Compositeurs espagnols
- Chanteurs espagnols, Chanteuses espagnoles
- Écoles de musique en Espagne
- Œuvres de compositeurs espagnols, Opéras espagnols

Les styles les plus importants sont :
- Charrada
- Copla
- Fandango
- Flamenco
- Jota
- Muiñeira
- Paloteo
- Paso doble
- Sevillana
- Verdiales

### Danse
- Danse en Espagne (es)
- Ballet Nacional de España (BNE)
- Compagnie nationale de danse espagnole (CND)
- Danse contemporaine en Espagne (es)
- Danse en Espagne (rubriques)
- Liste de danses, Danses par pays
- Danses espagnoles (1883)
- Danseurs espagnols, Danseuses espagnoles
- Liste de chorégraphes contemporains, Chorégraphes espagnols
- Liste de compagnies de danse et de ballet, Compagnies de danse contemporaine
- Patinage artistique par pays
- Festival Internacional de Santander (es)
- Prix national de la danse (Espagne)

### Théâtre
- Théâtre espagnol, Théâtre en Espagne (rubriques)
- Pedro Calderón de la Barca, Miguel de Cervantes, Félix Lope de Vega, Tirso de Molina
- Fernando Arrabal, Antonio Buero Vallejo, Federico García Lorca
- La Fura dels Baus

### Autres scènes: marionnettes, mime, pantomime, prestidigitation
Les arts mineurs de scène, arts de la rue, arts forains, cirque, théâtre de rue, spectacles de rue, arts pluridisciplinaires, performances manquent encore de documentation pour le pays …
Dans le domaine de la marionnette, on relève Arts de la marionnette en Espagne, sur le site de l'Union internationale de la marionnette (UNIMA).
Les marionnettes, qui portent le nom de titeres (mot qui voulait dire « joueur » au XVIe siècle), jouent des intrigues issues du Romancero, aux thèmes historiques, lyriques ou romanesques, avec beaucoup de personnages de saints ou d'ermites, ce qui leur a aussi valu le surnom de bonifrates. Don Quichotte détruit El retablo de Maese Pedro (Tréteaux de maître Pierre).[réf. nécessaire]
Les carnavals en Espagne sont nombreux (> 50) et remarquables.

### Cinéma
La cinématographie et la photographie espagnoles constituent le témoignage de la société et de ses coutumes, et le support d'une créativité illimitée. Dans le cas du cinéma, un grand groupe de créateurs a brillé en Espagne, qui tout au long du parcours historique de cet art ont mis en lumière des œuvres de qualité universelle et de personnalité incontestable. D'autre part, tant la photographie journalistique que celle dédiée au témoignage de la réalité du pays, de ses paysages et de ses habitants, se présente comme une référence incontournable pour comprendre son histoire.
- Cinéma espagnol, Cinéma espagnol (rubriques)
- Réalisateurs espagnols, Scénaristes espagnols
- Acteurs espagnols, Actrices espagnoles
- Films espagnols
- Récompenses de cinéma en Espagne, Prix Sant Jordi du cinéma
- Histoire de l'animation espagnole
- Cinéma en catalan, Catalan cinema (en)
- Academia de las artes y las ciencias cinematográficas de España
- Filmoteca Española
- Espagnolade
- Destape

#### Réalisateurs
Bien que les réalisateurs espagnols de la moitié du XXe siècle, comme Luis Buñuel, aient travaillé en exil, le cinéma espagnol a prospéré après le rétablissement de la démocratie.
Principaux réalisateurs espagnols
- Luis Alcoriza
- Pedro Almodóvar
- Alejandro Amenábar
- Juanma Bajo Ulloa
- Luis Buñuel
- Víctor Erice
- José Luis Garci
- Luis García Berlanga
- Manuel Martín Cuenca
- Julio Medem
- Ventura Pons
- Florián Rey
- Carlos Saura
- Jaime Rosales

Quelques réalisateurs de films de série B espagnols
- Pablo Berger
- Jesús Franco
- Mateo Gil
- Álex de la Iglesia
- José Luis Madrid
- Paul Naschy
- Santiago Segura

Principaux acteurs espagnols de renommée internationale
- Victoria Abril
- Antonio Banderas
- Javier Bardem
- Penélope Cruz
- Alfredo Landa
- Sergi López
- José Luis López Vázquez
- Carmen Maura
- Ángela Molina
- Sara Montiel
- Rossy de Palma
- Elsa Pataky
- Francisco Rabal
- Fernando Rey
- Aitana Sánchez-Gijón
- Paz Vega
- Maribel Verdú
- Karol Sevilla

### Autres
- Vidéo, Jeux vidéo, Art numérique, Art interactif
- Culture alternative, Culture underground
- Jeux vidéo développés en Espagne

## L'Espagne dans la culture étrangère

### Adaptations étrangères d’œuvres espagnoles
Don Quichotte, fameux roman Miguel de Cervantes, inspira de très nombreuses œuvres, sous différents supports, dont :
- L'Homme qui tua Don Quichotte, film d'aventure du Britannique Terry Gilliam resté longtemps inachevé, dont le tournage s'est terminé en 2017 (pour sortir en 2018). Ce film subit une longue série de revers lors de son tournage, ce qui fut raconté dans Lost in La Mancha, film documentaire américano-britannique réalisé par Keith Fulton et Louis Pepe, sorti en 2002.

### Littérature

#### Poèmes
- La Chanson de Roland, poème épique et chanson de geste du XIe siècle, attribuée possiblement à Turold (la dernière ligne du manuscrit dit : Ci falt la geste que Turoldus declinet). Il narre, trois siècles après les faits, la bataille de Roncevaux, au cours de laquelle mourut le chevalier Roland, neveu de Charlemagne (d'après la légende). Toutefois, l’œuvre modifie la réalité sur plusieurs points, puisque les Francs ne combattirent pas les Sarrasins, mais les Vascons (terme désignant alors les Gascons et les Basques).
- Plusieurs poèmes du recueil Les Orientales, écrit par Victor Hugo et publié en 1829, évoquent ce pays, comme Grenade. C'est aussi le cas de la préface de l’édition originale, qui parle de ce que l'on peut découvrir dans ces belles vieilles villes d’Espagne.
- Toujours en 1829, Alfred de Musset publie son premier recueil poétique, les Contes d'Espagne et d'Italie.
- España, recueil de poèmes écrit par Théophile Gautier, qui paraît dans le volume des Poésies complètes de 1845.

#### Romans
- La Mécanique du cœur, écrit par le Français Mathias Malzieu sorti le 22 octobre 2007. Il a inspiré l'album du même nom du groupe de rock Dionysos dont il est le chanteur. De même, il a été adapté en film d'animation musical, Jack et la Mécanique du cœur, sorti en 2014.

#### Nouvelles
- Carmen, nouvelle écrite par l'écrivain français Prosper Mérimée en 1845. Georges Bizet en tirera le fameux opéra du même nom. De la même manière, cette histoire inspira énormément d'autres œuvres, sur divers supports (voir page Carmen).
- Tintin et Milou chez les Toréadors, nouvelle de Jean Roquette parue en 1947 et mettant en scène les personnages des Aventures de Tintin.

#### Roman policier
- Origine, roman policier par l'Américain Dan Brown, sorti en 2017. L'auteur y reprend son héros fétiche, Robert Langdon, et fait débuter l'action au musée Guggenheim de Bilbao.

#### Romans fantasy
- Les lions d'Al-Rassan(en), écrit 1995 par l'écrivain canadien Guy Gavriel Kay. Ce spécialiste de la fantasy historique, qui a travaillé avec J. R. R. Tolkien, s'inspira de l'Al-Andalus pour construire le décor fictif de son roman. Une région où cohabitent tant bien que mal les Asharites (musulmans), les Jaddites (chrétiens) et les Kindaths (juifs).

##### Romans historique
Voir la page Catégorie:Roman historique portant sur l'histoire de l'Espagne
- Le Roman de Goya, biographie romancée du peintre espagnol préromantique Francisco Goya (XVIIIe siècle et début du XIXe siècle, écrite par l'écrivain allemand Lion Feuchtwanger et publiée en 1951.
- Histoire, roman historique écrit par l'auteur français Claude Simon, publié en 1967 sur fond de guerre d'Espagne (conflit ayant eu lieu dans les années 1930).
- Je suis Juan de Pareja, roman jeunesse de l'Américaine Elizabeth Borton de Treviño (en), paru en 1965. Il narre l'histoire de Juan de Pareja, ancien esclave maure du XVIIe siècle devenu peintre espagnol baroque au service de Diego Vélasquez.
- En 1974, l'écrivain français Herbert Le Porrier livre une version romancée de la vie de Maïmonide dans Le Médecin de Cordoue.
- La Controverse de Valladolid, écrit par l'auteur français Jean-Claude Carrière et paru en 1992. Il raconte très librement la controverse de Valladolid, débat du XVIe siècle organisé par Charles Quint, traitant de la colonisation du Nouveau Monde et la domination des indigènes.

#### Récits de voyage
- Antoine de Jussieu, botaniste et médecin français au Jardin royal des plantes médicinales, fut envoyé en 1716 en Espagne et au Portugal afin d'y recueillir des plantes. Il fut accompagné par son frère Bernard, ainsi que par le peintre Simonneau le jeune (Louis Simonneau ?), dont il rapporta quantité de nouvelles plantes pour l'École botanique. Il tira aussi de son expédition un journal de voyage resté inédit, qu'il n'eut le temps d'achever[6]. Toutefois, il envoya aussi plusieurs lettres relatant son expédition (dont une à l'abbé Jean-Paul Bignon envoyée depuis Barcelone en 1913) et conservées à la bibliothèque centrale du Muséum d'histoire naturelle de Paris.
- François d'Orléans, prince de Joinville et artiste français, qui voyagea dans le monde entier et rédigea de nombreux récits, conservés à la bibliothèque du musée de la Marine de Paris. Parmi eux se trouvent des journaux, illustrés de sa main, racontant ses nombreux voyages espagnols. Notamment en Andalousie, dans la région de Ronda, dont il décrit la beauté.
- Voyage en Espagne, sorte de carnets d'impressions vigoureux écrit par Théophile Gautier.
- L'enseignant et écrivain britannique John Haycraft(en), arrivé à Cordoue en 1953 pour y ouvrir une école d'anglais, publia Babel in Spain. Cet ouvrage provoque un scandale à sa parution en 1958 à cause de son évocation franche des mœurs cordouanes sous la dictature franquiste alors au pouvoir dans le pays ; le livre est finalement traduit en espagnol en 2007.

### Spectacles
- Le personnage espagnol mythique de Don Juan, séducteur, libertin et amoral, a inspiré de multiples œuvres, se déroulant en Espagne :
  - Dom Juan ou le Festin de Pierre, comédie du dramaturge français Molière, jouée pour la première fois en 1665. Elle causa un gros scandale, à cause de la conduite de son personnage, défiant la morale religieuse (tout comme d'autres pièces telles que Le Tartuffe). Ce qui ne l'empêcha pas de connaître un gros succès, aujourd'hui encore, comme en témoignent les différentes reprises.
  - Don Giovanni, opéra en langue italienne du genre « dramma giocoso » (« drame joyeux ») du musicien autrichien Wolfgang Amadeus Mozart, créé à Prague le 29 octobre 1787. Il fut lui-même adapté de nombreuses fois.

- Le Cid [7], tragi-comédie créée en 1637 par le français Pierre Corneille. Cette pièce s'inspire de celle de Guillén de Castro, Las mocedades del Cid (es) (Les Enfances du Cid) parue en 1631. Les deux œuvres s'inspirent de la vie du personnage historique de Rodrigo Díaz de Vivar.
- Le roman de la famille Almaviva, trilogie de pièces de théâtre par le dramaturge français Pierre-Augustin Caron de Beaumarchais, se composant de :
  - Le Barbier de Séville ou la Précaution inutile, satire de la noblesse, jouée pour la première fois le 23 février 1775. En 1904 sortit Le Barbier de Séville, court-métrage inspiré de la pièce, de Georges Méliès.
  - La Folle Journée, ou le Mariage de Figaro, comédie écrite en 1778, mais dont la première représentation officielle publique n'eut lieu qu'en 1784, après plusieurs années de censure. Mozart et Lorenzo da Ponte en tirèrent un opéra, Le nozze di Figaro (Les Noces de Figaro).
  - L'Autre Tartuffe ou la Mère coupable, drame écrit en 1792. Bien qu'elle soit l’œuvre la moins connue de la trilogie, elle connut une adaptation en opéra par Darius Milhaud, La Mère coupable.

- Plusieurs drames romantiques écrits par l'écrivain français Victor Hugo :
  - Hernani ou l’Honneur castillan, en 1830.
  - Ruy Blas, en 1838.
- Un voyage en Espagne : vaudeville en trois actes, pièce écrite par Paul Siraudin et Théophile Gautier en 1843.
- Carmen, opéra-comique du compositeur français Georges Bizet, créée en 1875 sur un livret d'Henri Meilhac et Ludovic Halévy, d'après la nouvelle du même nom de Prosper Mérimée. Il s'agit d'un des opéras les plus connus et les plus joués dans le monde.

### Musique

#### Airs inspirés de la musique espagnole
- Le Boléro du Français Maurice Ravel, musique de ballet composée en 1928, inspirée du boléro espagnol et créée à la demande de la danseuse russe Ida Rubinstein.

#### Chansons
- Aragon et Castille, chanson du Français Boby Lapointe, sortie en 1960. Remplie de calembours et de digressions humoristiques, elle joue notamment sur les rimes entre Aragon et Castille, garçon et fille, citron et vanille.

### Bande dessinée
- Astérix en Hispanie, album de la série française Astérix de René Goscinny (scénario) et Albert Uderzo (dessin), publié en 1969. Les héros y traversent l'Hispanie (nom romain de la péninsule Ibérique), où ils rencontrent des Ibères (peuple antique, ici assimilé aux actuels Espagnols). L'occasion pour les auteurs de plaisanter sur les particularités de l'Espagne et les stéréotypes liés à ce pays : tourisme de masse, corrida, patronymes à rallonge…
- Ramiro, série belge réalisée par le dessinateur William Vance, sur un scénario de Jacques Stoquart (1974-1989). Elle met en scène le héros éponyme qui, dans l’Espagne du XIIIe siècle, se voit confier différentes missions par le roi Alphonse VIII (dont il est le fils illégitime).
- La Vie passionnée de Thérèse d'Avila, album de la française Claire Bretécher publié en 1979. L'histoire narre de manière humoristique la vie la sainte catholique Thérèse d'Avila au XVIe siècle.

### Cinéma
Le cinéma espagnol a été marqué tout au long de son histoire par de grandes figures emblématiques. Si Luis Buñuel et Pedro Almodóvar sont les réalisateurs espagnols les plus célébrés à l' international, d'autres ont également acquis une renommée importante : Segundo de Chomón, Florián Rey, Juan Antonio Bardem, Luis García Berlanga, Carlos Saura, Jesús Franco, Víctor Erice, Mario Camus, Alejandro Amenábar…
Parmi les acteurs espagnols populaires, on peut citer : José Isbert, Fernando Rey, Francisco Rabal, Fernando Fernán Gómez, Antonio Banderas, Sergi López, Javier Bardem et Sara Montiel, Ángela Molina, Victoria Abril, Carmen Maura, Marisa Paredes, Maribel Verdú et Penélope Cruz.

### Arts graphiques
- Le peintre Eugène Delacroix fit un voyage entre janvier et juin 1832 au Maghreb et en Andalousie, qui lui servit d'inspiration pour ses peintures. Lors de son passage en Espagne, il représenta Cadix dans des dessins regroupés dans son album de Chantilly. Son séjour sur place lui a aussi inspiré sa peinture Christophe Colomb et son fils à La Rabida, 1838 (voir ici). Puis, en se rendant à Séville, il s'arrête près des murailles de Jerez de la Frontera qu'il croqua. Arrivé à destination, il admire des peintures de peintres espagnols, tels que Francisco de Goya, qu'il admirait. C'est d'ailleurs grâce à lui qu'il découvrit la tauromachie, qui inspira des œuvres telles que son aquarelle intitulée Le Picador (Cabinet des dessins du musée du Louvre).
- Plusieurs dessins d'Hugo Pratt, bédéiste italien, aux éditions Vertige Graphic :
  - À travers Corto en Cordoba, série de 12 sérigraphies en couleurs réalisée en 1989, il met en scène son héros Corto Maltese à Cordoue, ville d'enfance du personnage.
  - Dans Flamenco : ensemble de 8 sérigraphies couleurs + 1 N/B réalisé en 1990, montrant des danseuses de flamenco.

## Tourisme
- Tourisme en Espagne, Tourisme en Espagne (rubriques)
- Sur WikiVoyage
- Conseils aux voyageurs pour l'Espagne :
  - France Diplomatie.gouv.fr
  - Canada international.gc.ca
  - CG Suisse eda.admin.ch
  - USA US travel.state.gov

## Patrimoine
La richesse du patrimoine artistique, naturel et culturel est reconnue dans le monde entier. L'Espagne compte 55 déclarations de patrimoine mondial de l'UNESCO, ce qui en fait le troisième pays au monde avec le plus grand nombre de biens protégés dans cette catégorie. D'autre part, Chacun de ces atouts est le reflet fidèle de la variété et de la richesse culturelle de ce pays : édifices monumentaux, centres historiques ou ensembles architecturaux cohabitent avec des paysages, des espaces naturels, des itinéraires et des traditions ethnologiques.

### Musées
- Liste de musées en Espagne
- Catégorie:Bibliothèque en Espagne

### Liste du Patrimoine mondial
Le programme Patrimoine mondial (UNESCO, 1971) a inscrit dans sa liste du Patrimoine mondial (au 12/01/2016) : Liste du patrimoine mondial en Espagne.

### Liste représentative du patrimoine culturel immatériel de l’humanité
Le programme Patrimoine culturel immatériel (UNESCO, 2003) a inscrit dans sa liste représentative du patrimoine culturel immatériel de l’humanité :
- 2018 : Les tamboradas, rituels de battements de tambour[9]
- 2018 : L'art de la construction en pierre sèche : savoir-faire et techniques[10](Croatie, Chypre, France, Grèce, Italie, Slovénie, Espagne et Suisse)
- 2017 : Les fêtes du feu du solstice d'été dans les Pyrénées[11] (ANdorre, Espagne, France)
- 2016 : La fête des Fallas valenciennes[12]
- 2016 : La fauconnerie, un patrimoine humain vivant[13]
- 2015 : Les fêtes du feu du solstice d'été dans les Pyrénées (Andorre-Espagne-France)[14]
- 2013 : La diète méditerranéenne (Chypre – Croatie – Espagne – Grèce – Italie – Maroc – Portugal)[15]
- 2013 : Méthodologie pour l’inventaire du patrimoine culturel immatériel dans les réserves de biosphère : l’expérience du Montseny[16]
- 2012 : La fauconnerie, un patrimoine humain vivant (Émirats arabes unis, Autriche, Belgique, République tchèque, France, Hongrie, République de Corée, Mongolie, Maroc, Qatar, Arabie saoudite, Espagne, République arabe syrienne)[17]
- 2012 : La fête des patios de Cordoue[18]
- 2011 : La fête de « la Mare de Déu de la Salut » d’Algemesí[19]
- 2011 : La revitalisation du savoir traditionnel de l’élaboration de la chaux artisanale à Moron de la Frontera, Séville, Andalousie[20]
- 2010 : Le chant de la Sibylle de Majorque[21]
- 2010 : Le Flamenco[22]
- 2010 : Les tours humaines, ou Castells[23]
- 2009 : Le langage sifflé de l’île de La Gomera (îles Canaries), le Silbo Gomero[24]
- 2009 : Centre pour la culture traditionnelle – musée-école du projet pédagogique de Pusol[25]
- 2009 : Les tribunaux d’irrigants du bassin méditerranéen espagnol : le Conseil des bons hommes de la plaine de Murcie et le Tribunal des eaux de la plaine de Valence[26]
- 2008 : La Patum de Berga[27]
- 2008 : Le mystère d’Elche[28]

### Registre international Mémoire du monde
Le programme Mémoire du monde (UNESCO, 1992) a inscrit dans son registre international Mémoire du monde (au 10/01/2016) :
- 2007 : traité de Tordesillas[29].
- 2009 : capitulations de Santa Fe[30].
- 2013 : Japon et Espagne – Documents relatifs à la mission de l’ère Keichō en Europe[31].
- 2013 : Le Decreta de León de 1188 – La plus vieille manifestation documentée d’un système parlementaire européen[32].
- 2013 : Llibre del Sindicat Remença (1448)[33].
- 2015 : Le vocabulaire des langages autochtones du Nouveau Monde traduits en espagnol[34]
- 2015 : les manuscrits Beatus du Commentaire à l’Apocalypse (Beatus de Liébana) de la tradition ibérique[35].

### Filmographie
- 2008 : L'Espagne, de l'Andalousie à la Castille, in Trésors de civilisation. La péninsule Ibérique, film de Nocolas Thomä